# Stogić
Stogić je brdo istočno od Kiseljaka, u Bosni i Hercegovini.
Sjeverno protječe Fojnička rijeka, a južno protječe Lepenica, a treći manji vodotok zatvara ga s istoka. S istoka Stogić zatvara Kiseljačku kotlinu. Uz Fojničku rijeku prolazi trasa ceste od Kiseljaka do Visokog. Brdo je naseljenije s južne strane.
Stogić je u bošnjačko-hrvatskom sukobu bio važna strateška točka i mjesto brojnih borbenih djelovanja. 
 Zbog toga je miniran pojas na pravcu Stogić - Ključ - Zagorice u mjesnim zajednicama Brnjacima i Topolama.
Kao i svi brdski dijelovi općine Kiseljaka, prekriven je šumom različite kvalitete, od šikara, šumskog rastinja do kvalitetnog drva.